# Râul Toplița, Sucevița
Râul Toplița este unul râu afluent al râului Sucevița. 

## Hărți
- Harta județului Suceava